# Ermita de Navahonda

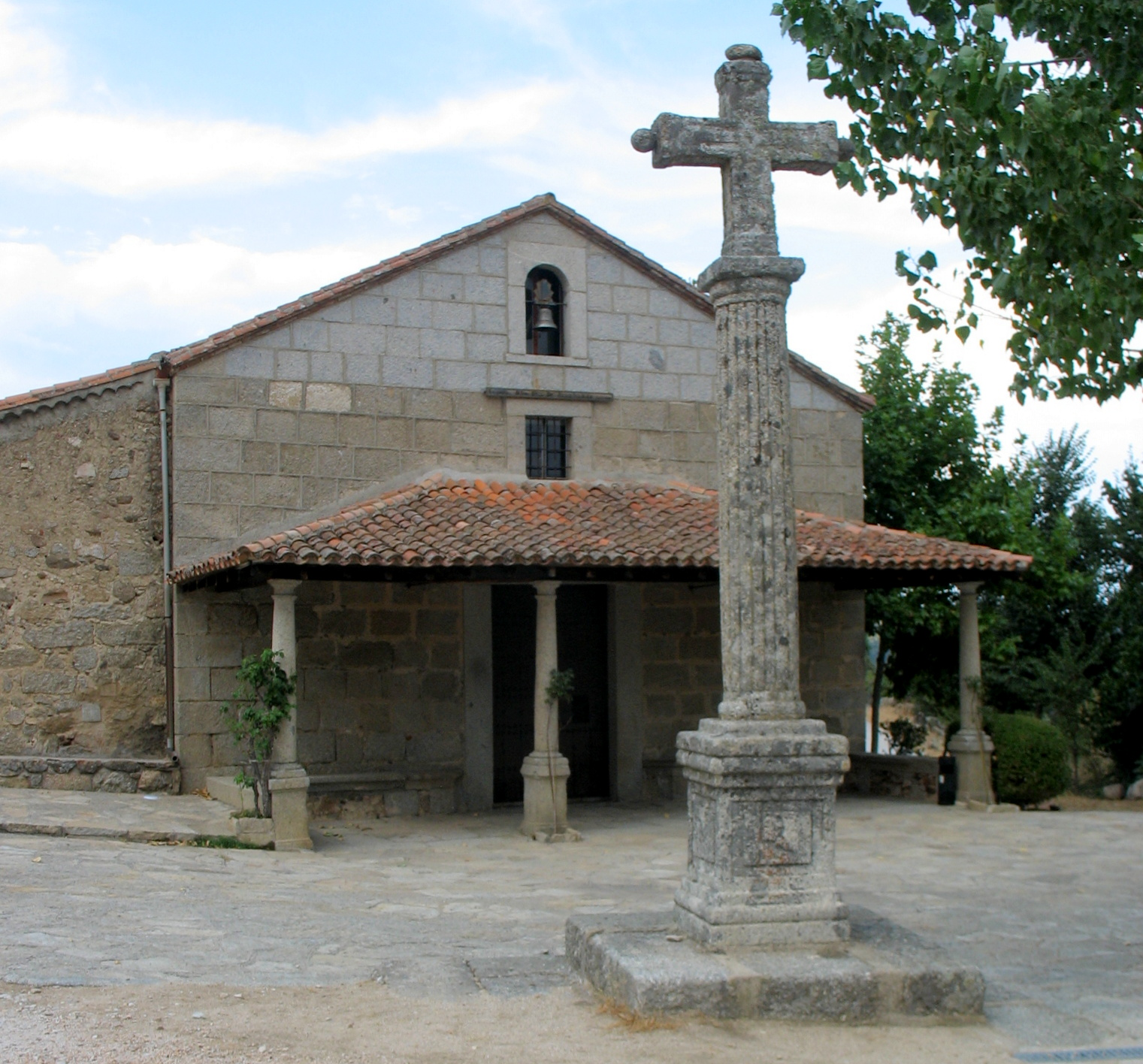
Ermita de Navahonda con la Cruz del Humilladero en primer término

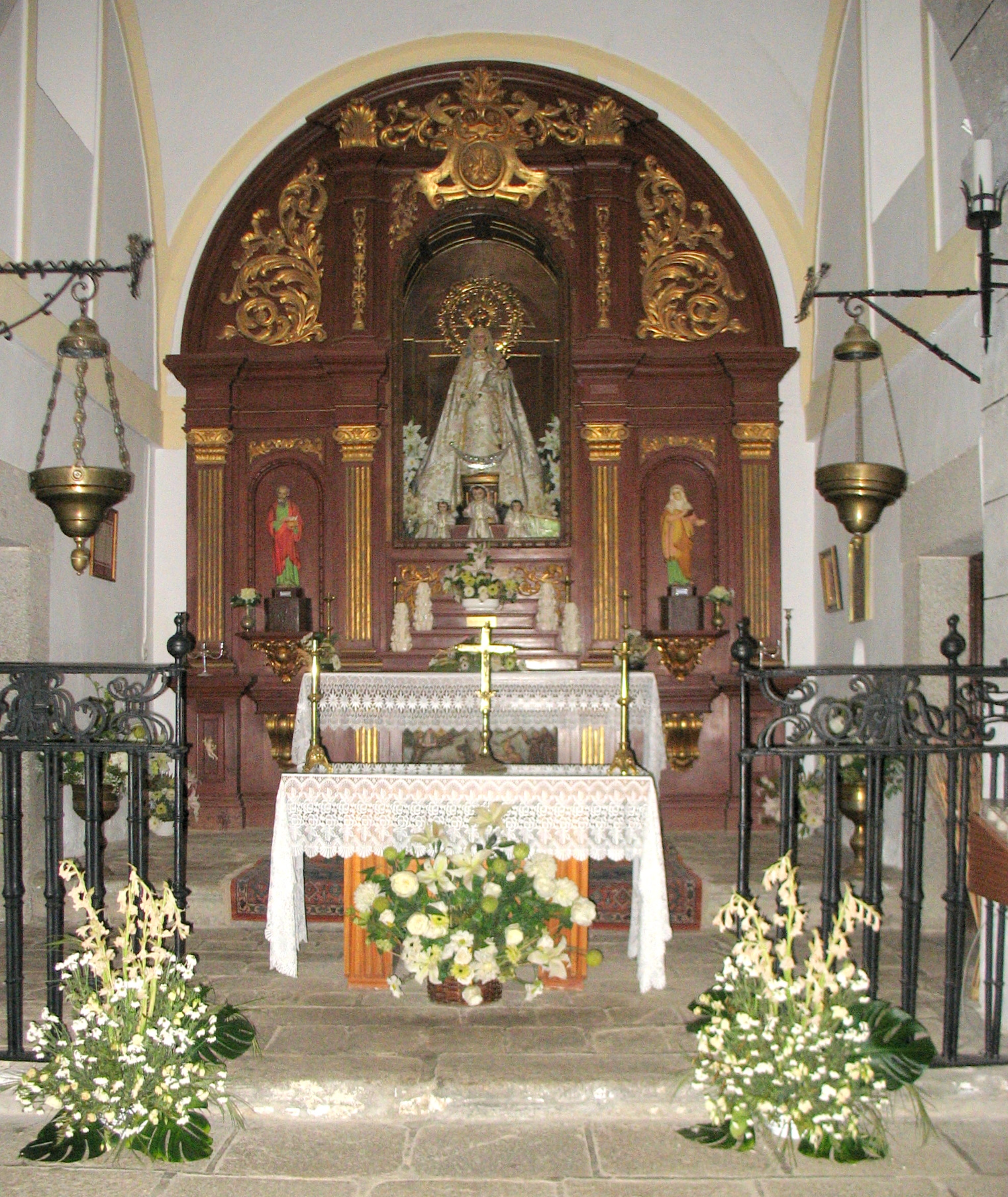
Altar

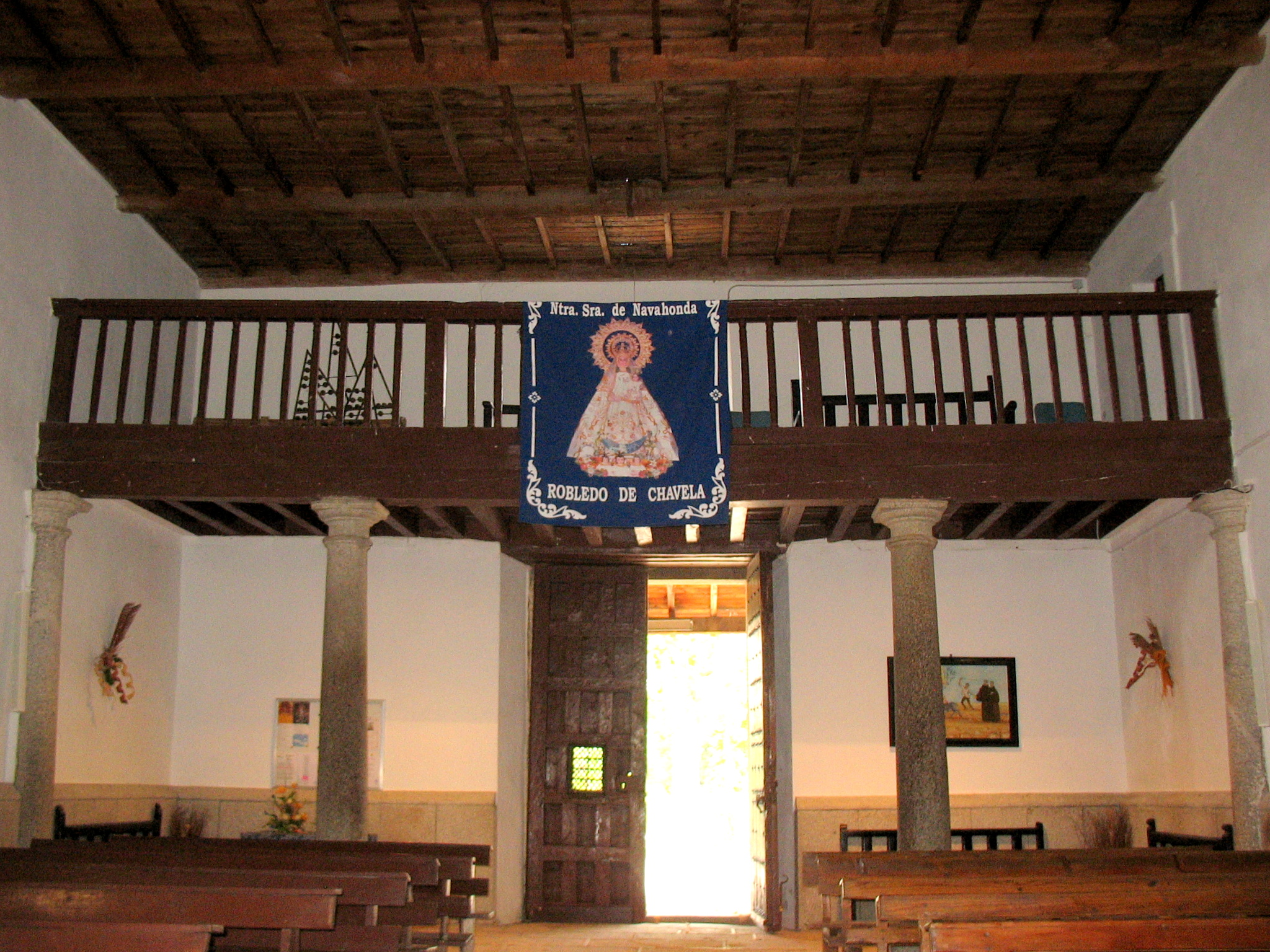
Coro

La ermita de Navahonda se encuentra situada en el municipio madrileño de Robledo de Chavela (Madrid, España). Data de los siglos XVI-XVII y llegó a ser visitada por el rey de España Felipe II.
La tradición sobre la imagen de la Virgen de Navahonda se remonta a los tiempos en que Robledo de Chavela pertenecía aún a Segovia. En el valle de Navahonda, se encontró una talla de la Virgen, que había sido ocultada por los segovianos durante años para protegerla de la invasión musulmana. En 1114, los segovianos, al averiguar su paradero, la reclamaron a los robledanos y, cuando aquellos intentaron restituir la imagen a Segovia, las caballerías que transportaban dicha talla, a mitad de camino, se negaron a continuar por intercesión de la Virgen, tras lo cual se decidió que la imagen se quedara para siempre en aquel lugar.
El camino que conduce a Navahonda desde Robledo de Chavela (sendero GR-10, de Valencia a Lisboa) es una interesante ruta turística, situada entre los montes Almojón y La Almenara, y todos los años discurre por él una vistosa romería en recuerdo de tales acontecimientos.